# Naremburn, New South Wales
Naremburn este o suburbie în Sydney, Australia.